# ショーン・オケーシー
ショーン・オケーシー （アイルランド語: Seán Ó Cathasaigh、1880年3月30日 - 1964年9月18日）は、アイルランドの劇作家かつ回顧録著者である。彼は、社会主義に傾倒してダブリンの労働者階級について書いた、特筆される最初のアイルランド人劇作家であった。

## 少年期
オケーシーは、マイケルとスーザンの夫婦の間に「John Casey」 もしくは「John Cassidy」 して、アイルランドのダブリンの「85 Upper Dorset Street（ダブリンの市街地内北部）」にある家に生まれた。彼の家系的背景は、「落ちぶれていても気位の高い者」であり、しばしば見なされることがあるが、彼が演劇の設定としている労働者階級の文化ではなかった。彼の両親は、プロテスタントであった。そして彼は、アイルランド国教会のメンバーであり、1880年7月28日にセント・メアリー・パリッシュにおいて洗礼を執り行い 、クロンターフにあるセント・ジョン・バプティスト教会（アイルランド国教会のクロンターフ小教区）において堅信礼を施し 、この教会から退出した20代半ばまでセント・バルナバスの会員であった。
オケーシーの父は、ショーンがたった6歳のとき、13人の家族を残して亡くなった。以降、家族は、北ダブリン中の家から家へと渡り歩く生活をすることになった。子供の頃のオケーシーは弱視を患っていたので、このことは彼の早期教育にある程度の支障があったが、彼は13歳までに読み書きを自習した。
彼は14歳で学校を去り、GNR（グレート・ノーザン鉄道）における鉄道員としての9年間を含めて様々な仕事についた。オケーシーは、短期間、新聞配達業においてイーソンズ社で働いたが、彼の賃金を受け取るときに帽子をとらなかったことによって解雇された。
1890年代初頭から、オケーシーと、彼の兄アーチーは、家庭でディオン・ブシコーやウィリアム・シェイクスピアによる演劇の演技を行った。また彼は、メカニックス劇場においてブシコーの『The Shaughraun』の中の端役を得た。この劇場は、その後にアベイ座ができるところに在った。

## 政治的活動
アイルランドのナショナリズムについてのオケーシーの関心が膨らんできだので、彼は1906年にゲール語に加えてアイルランド語を学んだ。このとき彼は、その名前を「John Casey」からゲール語対応の「Seán Ó Cathasaig」に変えた。彼はイリアン・パイプスを演奏することも学び、「セント・ローレンス・オーツール・パイプ・バンド（St. Laurence O'Toole Pipe Band）」の創始者であり事務局であった。彼は「アイルランド共和主義同盟（Irish Republican Brotherhood）」に加わり、「アイルランド運輸一般労働組合（Irish Transport and General Workers Union）」に巻き込まれるようになった。これは、ジェームス・ラーキンによって設立されたダブリンの借家に居住するスキルの無い労働者の利益を代表するための組合である。彼は、ダブリン・ロックアウトに参加し、ブラックリストに載って、しばらくの間、安定した仕事を見つけられなかった。
1914年3月、彼は、ラーキンのアイルランド市民軍（ICA：Irish Citizen Army）の事務局長（General Secretary）となった。これは、すぐにジェームズ・コノリーによって行われることになる。1914年7月24日、彼はICAを辞めたが、それはICAとアイリッシュ・ボランティアの両方の会員となることを拒否する彼の提案が却下された後のことであった。

## イースター蜂起後
1917年、彼の友人トーマス・アッシュがハンガーストライキで亡くなり、このことが書くきっかけとなった。彼は、ふたつの哀詩（ひとつは逆のもので、より長いものは散文体のもの）を書いた。この時期、オケーシーによって書かれた他のバラードが、1918年に発行された『Songs of the Wren』において特集された。これらには、「Grand Ould Dame Britannia」と「The Man from the Daily Mail」が含まれており、のちにアイルランドの反乱の歌の主要作品となった。共通のテーマのひとつは、第一次世界大戦においてアイルランドが大英帝国軍に徴兵されることに反対することであった。
「あ～、この大騒ぎは何なの？」と老貴婦人ブリタニアは言う。

「あなたがいっしょに住まないようにしようとしているのは我々かい？」と老貴婦人ブリタニアは言う。

「シン・フェイン党のウソには耳をふさぎなさい。イングランドのためにゲール人はみんな死ぬことを知っているでしょ！」

「そしてあなたは澄んだ青い空の下に独自のルールをもつのよ。」と老貴婦人ブリタニアは言う。—Seán Ó Cathasaigh、Grand Ould Dame Britannia （1918年）
彼は、次の5年間を劇作に費やした。1918年、彼の父母の両方が（1月と9月に）亡くなったとき、「セント・ローレンス・オーツール・ナショナル・クラブ（St Laurence O'Toole National Club）」は、彼と演劇「花の中の霜（The Frost in the Flower）」を書くことを約束した。彼は、「セント・ローレンス・オーツールパイプ・バンド（St Laurence O'Toole Pipe Band）」に属してハーリング・チームで競技していたが、クラブは「この劇作中の教区民についてのいくつかの風刺的な扱いは、憤りをもたらす懸念があること」を恐れて、上演しないことにした。次にオケーシーは、この劇作をアベイ座に応募した。同劇場も、これを却下したが、彼に書き続けることを促した。結局、オケーシーは、この演劇を3幕構成に拡張し、これを「収穫感謝祭（The Harvest Festival）」と改題した。

## アベイ座

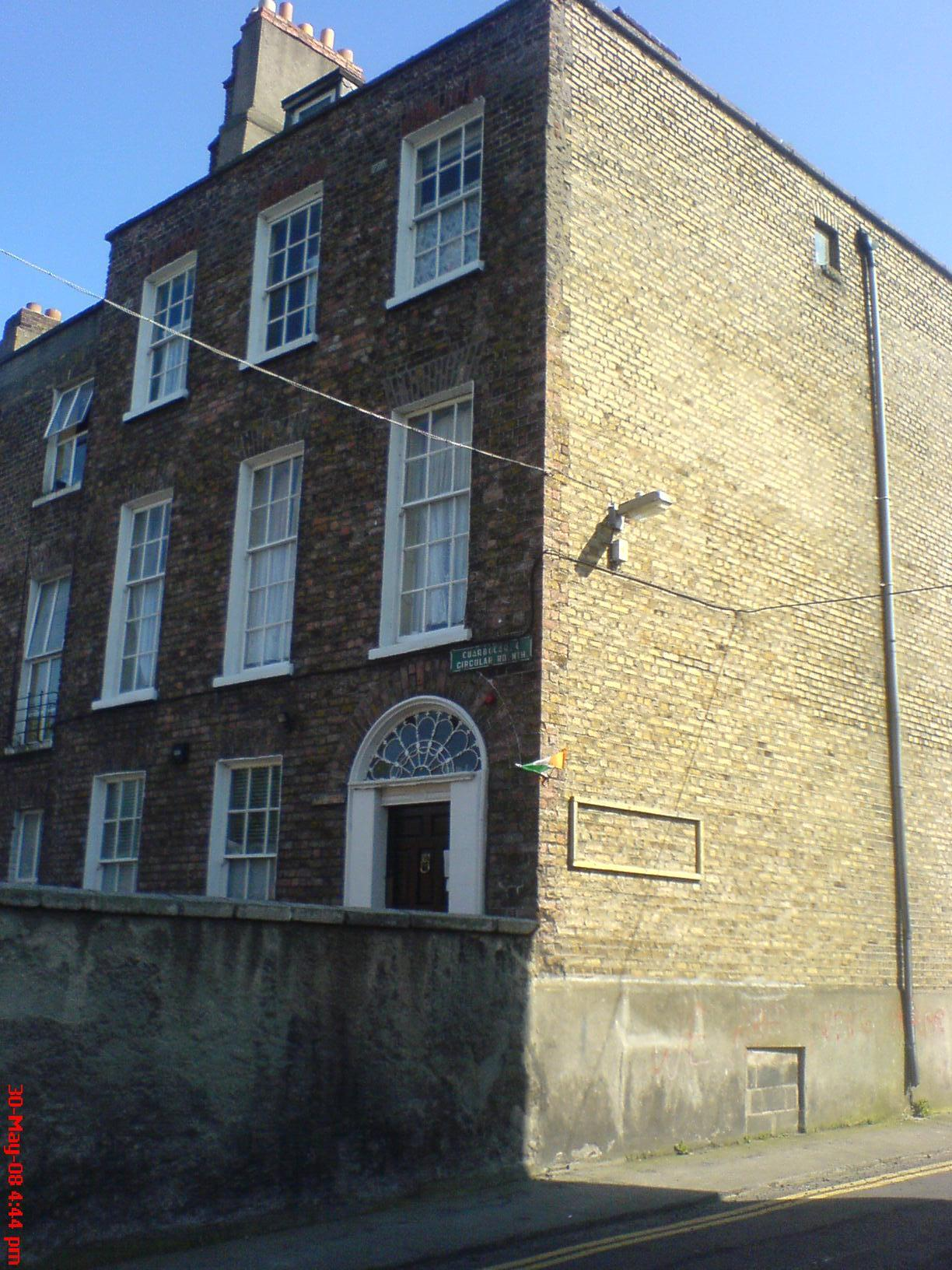
No.422 北環状道路の家。オケイシーがダブリン3部作を書いたところ。

オケーシーの最初に採用された演劇「革命戦士の影」がアベイ座において1923年に上演された。これは、劇場と劇作家の両方に有益となるはずの関係の始まりであったが、後味が苦いものに終わった。 
この演劇は、ダブリンのスラムやその住民についての政治の影響を革新的に扱っており、マウントジョイ・スクエアにおける設定となっていると解されていた。ここは、1916年のイースター蜂起の期間に彼が生活していたところである。これに「ジュノーと孔雀」（1924年）と「鋤と星（すきとほし）」（1926年）が続いた。前者がこの街の労働者階級の貧民についてのアイルランド内戦の影響を扱う一方、後者は、1916年におけるイースター蜂起の頃のダブリンという設定になっている。両演劇は、美辞麗句とアイルランドの愛国心の危険性を、借家の生活、自己欺瞞、サバイバルと共に生々しく扱った。これらは悲喜劇であり、これらの中で暴力的な死が安堵感をもたらす。「ジュノーと孔雀」におけるジャック・ボイルやジョクサー・ダリーのような勇ましい虚勢をはるキャラクターが荒れ狂い、「鋤と星」におけるジュノー自身もしくベッシー・バージェスが英雄的な回復力を示す。「ジュノーと孔雀」は、アルフレッド・ヒッチコック監督によって映画になった。
「鋤と星」は、アベイ座の聴衆による反応が芳しくなく、ジョン・ミリントン・シングの『西の国のプレイボーイ』（1907年）初演時起きた騒動を思い出させるシーンに終わった。ショーの第4夜めについての騒動が報告されている。彼の性や信仰の記述には、役者にも抵抗する者がいて、彼らの台詞をしゃべることを拒んだ。最大規模の騒動が起きた。その一部は「この演劇が提起されているテーマについての攻撃であると考えられたこと」に起因し、一部は「第2幕における売春婦のアニメーション化された外観に反対する抗議」に起因する。ウィリアム・バトラー・イェイツが手を加えて、聴衆自身を恥じる者として描写した。演劇の台詞は、その前の週と比べて実のあるものとなった。オケーシーは彼の仕事を諦め、フルタイムの作家となった。この事件以降、この演劇はアベイ座に来場する人々の大部分には好評であったものの、リアム・オフラエティ、オースティン・クラークおよびF・R・ヒギンズは、報道の中で、この演劇に対する攻撃を始めた。オケーシーは、「これはイェイツに対する攻撃である」と信じていたので、彼らはイェイツを叱りつけるためにオケーシーの演劇を使っていた。1952年、彼は、テレサ・デーヴィーによって「ワイルド・ギース」と呼ばれるアイルランドの演劇に登場した。この中で彼は、ファーザー・ライアンの役を演じた。オケーシーは、アベイ座における無数の作品に参画していた。これらは、アベイ・アーカイブにある。

## イングランド
ホーソーンデン賞（Hawthornden Prize）を受け取って、「ジュノーと孔雀」のウエスト・エンド (ロンドン) による制作を監督するためにロンドンに居た間にオケーシーは、アイリーン・ケアリーと恋に落ちた。このカップルは1927年に結婚し、ロンドンには彼らがトットネス（Totnes）に移った1938年まで留まった。
1928年、W・B・イェイツは、アベイ座のためのオケーシーの4番目の演劇「銀杯（The Silver Tassie）」を却下した。この演劇は、帝国主義戦争と、それがもたらした苦痛に対して攻撃するものであった。アベイ座は、これを公演することを拒否した。主要な制作は、チャールズ・B・コックラン（Charles B. Cochran）によって築かれた。彼は上演まで、たった18か月しかかけなかった。
この演劇は、アポロ・シアター (ロンドン)において上演されたが、たった26回の上演しか続かなかった。この演劇は、監督レイモンド・マッセイ、主演チャールズ・ロートン、第2幕のセットデザインはオーガスタス・ジョン（Augustus John）によるものであった。ジョージ・バーナード・ショーとオーガスタ・グレゴリーは、この見せものをひいきにする意見をもっていた。

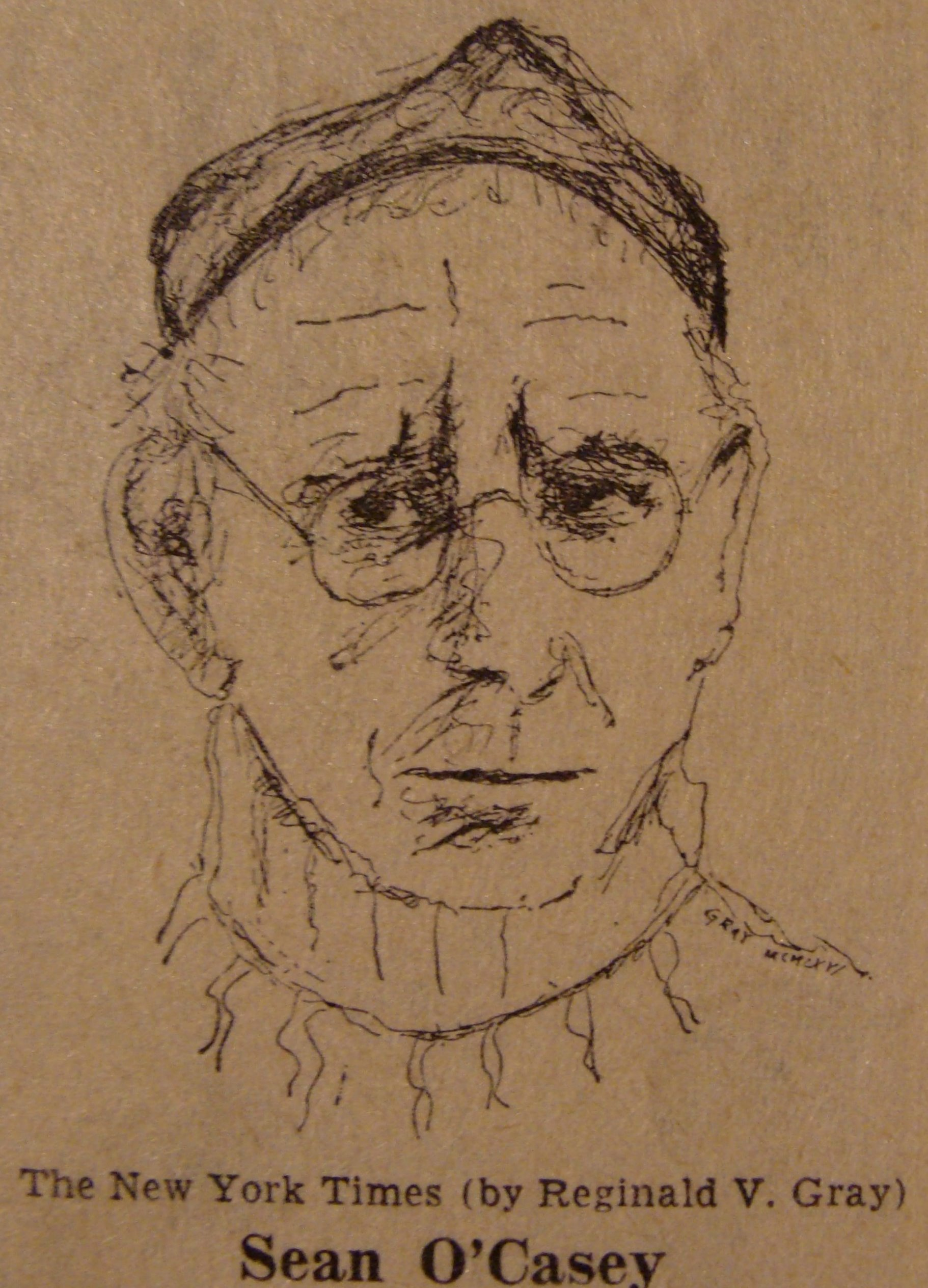
ダブリンのアーティスト、レジナルド・グレイ（Reginald Gray）による『ニューヨーク・タイムズ』紙のためのショーン・オケーシーのスケッチ（1966年）

これ以降にオケーシーが書いた演劇には、暗く寓話的な「門の中で」（1934年）が含まれる。これは、ロンドンのハイドパークに基づいて、にぎやかな街中の公園のゲート内という設定になっている。これは論争の的になる懸念が高いものであったが、ユージン・オニールは、これに前向きに応えた。この演劇は、もともとはアルフレッド・ヒッチコックのための映画脚本となるはずのものであった。オケーシーの未亡人は、このことを彼女の追憶記『ショーン（Sean）』(1971年)に記述した。
「当初、彼は、これを（花壇から制服に至るまで）すべてがスタイリッシュな映画として想定していました。少し離れたビッグ・ベンの柔らかいチャイムが夜明けから始まり、深夜に終わる…。これは、『幾何学的でありながら感情的で、生きたキャラクターたちの感情が、彼ら自身のパターンとこの公園のパターンに対して示されるもの』となるはずのものでした。ここまでできたとき、彼はアルフレッド・ヒッチコック宛に書きました。そして、ヒッチコックとその奥様が、我々と食事を共にしたとき、ショーンは、彼のアイディアを明らかに敏感な聞き手に説明しました。ヒッチコックと彼は、興奮して話し合いました。彼らは同じ条件で、次の打ち合わせの約束と共に別れましたが、ショーンが再び聞くことはありませんでした。」
この件は、開始から間もなく終わり、もうひとつの打ち合わせの失敗例となった。
1934年の秋、オケーシーは、ニューヨーク市に「門の中で」の制作現場を訪問するため、アメリカ合衆国に行った。彼は、これを大いに称賛した。監督はメルヴィン・ダグラス、主演はリリアン・ギッシュであった。彼がユージン・オニール、シャーウッド・アンダーソン、ジョージ・ジーン・ネーサンと友人になったのは、このときであった。
「ザ・スター・ターンズ・レッド（The Star Turns Red）」（1940年）は、4幕構成の政治的寓話であり、この中でベツレヘムの星が赤くなる。この話は、貿易組合のリーダーであるビッグ・レッド（オケーシーの友人ジェームス・ラーキン（James Larkin）に基づく）を追いかける。この組合は名前のない国を接収し、サフラン色のシャツを着て無情な努力をしたにもかかわらず、ファシスト組織が、この国のローマ・カトリックの階層組織によって公にサポートされていた。この劇は、ロンドンにあるユニティ劇場によって1940年を通して（のちに1978年、ダブリンにあるアベイ座によって) 上演された。
「パープル・ダスト（Purple Dust）」（1943年）は、ふたりの裕福な唯物論者のイギリス人株式仲買人たちを追いかける。彼らは、古来のアイルランドのマンションを買い、チューダー様式の伝統や趣味について、彼らの誤った考えに基づいて、それをリストアすることを試みる。彼らはコミュニティに対して、大いに異なる習慣や生活様式を提起することを試みる。コミュニティの習慣や生活様式は古来ゲール族のものにより近く、このような誤った価値とは相反するものであった。

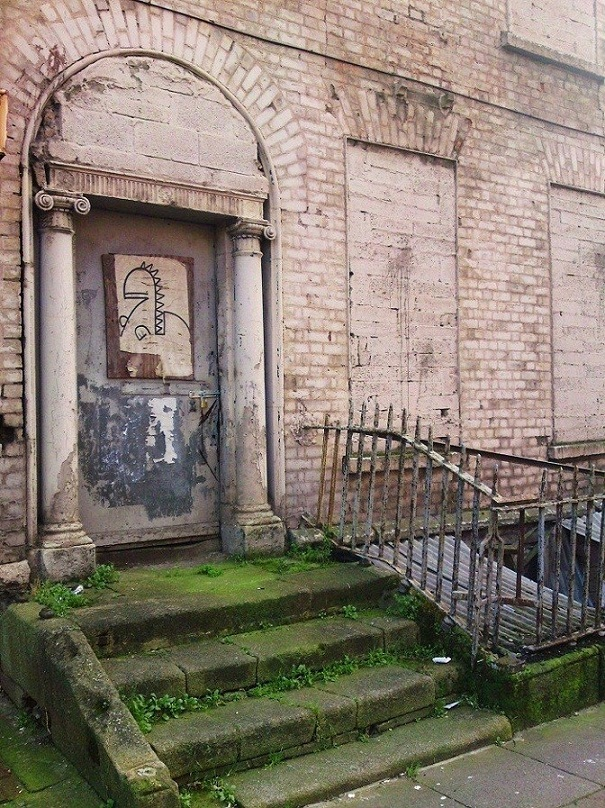
Seán O'Casey幼年時代の家。上部ドーセット通り、ダブリン。

そのイギリス人は、その家をリノベーションするために雇われた者を代表する者に対して、対立する彼らの基準を設定する。結果としての対立において、そのイギリス人は当てこすられ、最後には象徴的な嵐が彼らの（古いものを新しくするという）夢を破壊したとき、失望させられた。この結論によって教示されているヒントは、「小さな紫色の塵の積み重ねが、変化をもたらす風によって、吹き飛ばされる。アイルランドにとどまっている尊大な帝国主義の残留物のように。」ということであった。このショーは、オケーシーの好みのもののひとつであったが、バーナード・ショーの『ジョン・ブルの他の島（John Bull's Other Island）』と比べられてきた。
しかし、少数の類似性はあるものの、比較するための現実の基盤は無かった。
彼は、「レッド・ローズ・フォー・ミー（Red Roses for Me）」（1943年）も書いた。この演劇は、彼の執筆に対して初期のスタイルより表現主義の手段と社会主義者的な内容を明白に使うように変えることを自覚させるものであった。これは、ダブリンのオリンピア劇場で上演された。(これは、アイルランドにおける17年間で最初に制作されたものであった。) 1946年、これはロンドンに移って公演されることになる。ロンドンでは、オケーシー自身が観ることができた。これは、「門の中で」（1934年）以降、彼自身が観た最初のショーであった。
「オークの葉とラヴェンター（Oak Leaves and Lavender）」(1945年)は、反ナチ十字軍におけるバトル・オブ・ブリテンと大英帝国の英雄的行為を記念するプロパガンダ演劇であり、暗い18世紀のやり方で描写して、現在についてコメントするものである。
これらの演劇は、初期3部作のような批評もしくは商業的成功を得ることはなかった。第二次大戦後、彼は、「にわとり（Cock-a-Doodle Dandy）」（1949年）を書いた。これは、おそらく彼の最も美しくエキサイティングな作品である。「ビショップのかがり火（The Bishop's Bonfire）」（1955年）以降のオケーシーの末期の演劇は、アイルランドにおける普通の生活についての研究であり、「父ネッドのドラムス（The Drums of Father Ned）」（1958年）のような「アイルランドのミクロコスモス（縮図）」であった。
彼の演劇「父ネッドのドラムス」は、1958年のダブリン劇場フェスティバル（Dublin Theatre Festival）において上演されることが想定されていたが、ダブリン大司教（Catholic Archbishop of Dublin）ジョン・チャールズ・マクケイド（John Charles McQuaid）は、祝辞を贈ることを拒否した。（これは、ジェイムズ・ジョイスとオケーシーの両者の作品がフェスティバルに出演することになっていたからであると推察されてきた。）ジョイスの演劇が静かに却下されたあと、オケーシーを降ろすためのよこしまなやり方として、「父ネッドのドラムス」については大量の変更が要求された。この後、サミュエル・ベケットは、抗議のため彼の パントマイムの作品を取り下げた。

## 余生

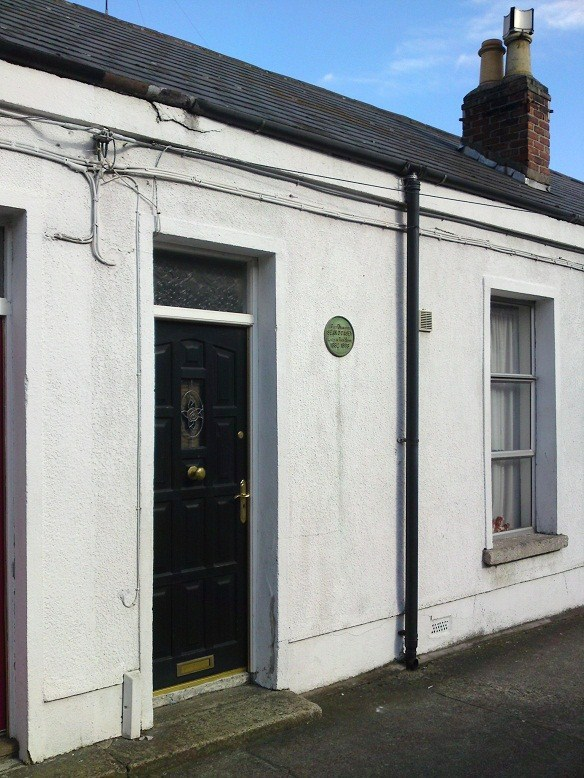
No.9 Innisfallen Parade, ダブリン。ショーン・オケーシーは、ここで1882年から1888年まで生きた。

1959年、オケーシーは、アメリカ人作曲家マーク・ブリッツスタインによる「ジュノーと孔雀」のミュージカル化に対して彼の賛意を示した。「ジュノー」と改題されたミュージカルは、商業的には失敗し、たった16回のブロードウェイ・シアター公演のあと閉幕した。またこれは、いくつかの批評によって報いられた。適切なミュージカルとするにはあまりに「暗い」、というものであり、当時このジャンルは、ほとんど常に明るいコメディに関するものであった。しかし、この音楽は、ブリッツスタインの最高の作品群と見なされてきた。これは、このショーが開幕する前に作られた配役アルバムの中に残っている。当時79歳のオケーシーによって推薦されたが、オケーシーは制作には貢献しなかったし、この短い公演期間中に観さえしなかった。基礎になっている素材の素晴らしさについての一般的な合意にもかかわらず、このミュージカルの再演を成功させようとするあらゆる努力は、無視されてきた。
また1959年、ジョージ・ディヴァインは、ロイヤル・コート劇場（Royal Court Theatre）において、「にわとり（Cock-a-Doodle Dandy）」をプロデュースした。これもエディンバラ国際フェスティバルにおいて成功し、ウエスト・エンドでも上演された。
彼の80歳の誕生日は1960年のことであったが、これを祝うためにデビッド・クラウゼとロバート・ホーガンが、標準的な長さの研究書を書いた。ロンドンにあるマーメード劇場（Mermaid Theatre）は、1962年、「オケーシー・フェスティバル」を開始した。これによって、（大部分はブリテンとドイツにある）伝統ある劇場のより多くが彼の作品を上演するようになった。オケーシーは、彼の創造的なエネルギーを6編から成る『自叙伝（Autobiography）』に注いだのは晩年のことであった。
1964年9月18日、84歳でオケーシーは、デヴォン州トーキーにおいて心臓発作で亡くなった。彼は、ゴルダーズ・グリーン・クレモテリウム（Golders Green Crematorium）において火葬された。
1965年、彼の自叙伝『私の家にある鏡（Mirror in my House）』（1956年に2編構成で発行された総集編の題名であり、この題名のもとで1939年から1956年にかけて発行された6冊の自叙伝から成る）は、彼の生涯にもとづいて『若き日のキャシディ（Young Cassidy）』と呼ばれる映画になった。この映画は、監督ジャック・カーディフ (およびジョン・フォード)、主演ロッド・テイラー(オケーシー役)、出演フローラ・ロブソン、マギー・スミス、ジュリー・クリスティ、イーディス・エヴァンス（Edith Evans）、マイケル・レッドグレイヴであった。

## 私生活
オケーシーは、アイルランド人の女優アイリーン・ケアリー・レイノルズ（1903–1995） と1927年から彼の死まで結婚していた。このカップルは、3人の子供、ふたりの息子（ブレオン（Breon）とナイル（Níall：1957年に白血病で死亡））と、ひとり娘ジヴァン（Shivaun）をもった。

## 作品
- 「トーマス・アッシュのための哀詩」 - Lament for Thomas Ashe （1917年） - Seán O Cathasaigh名義
- 「トーマス・アッシュの話」 - The Story of Thomas Ashe （1917年） - Seán O Cathasaigh名義
- 「ウレンの唱」 - Songs of the Wren （1918年） - Seán O Cathasaigh名義
- 「続・ウレンの唱」 - More Wren Songs （1918年） - Seán O Cathasaigh名義
- 「収穫感謝祭」 - The Harvest Festival （1918年）
- 「アイルランド市民軍の話」 - The Story of the Irish Citizen Army （1919年） - Seán O Cathasaigh名義
- 「革命戦士の影」 - The Shadow of a Gunman （1923年） - ダブリン3部作の1
  - 「狙撃兵の影」小田島雄志訳『リアリズム劇』白水社〈現代世界演劇〉（1971年）
- 「聴き入るキャスリーン」 - Kathleen Listens In （1923年）
- 「ジュノーと孔雀」 - Juno and the Paycock （1924年） - ダブリン3部作の2
- 「ナニーの夜遊び」 - Nannie's Night Out （1924年）
- 「鋤と星」- The Plough and the Stars （1926年） - ダブリン3部作の3
- 「銀杯」 - The Silver Tassie （1927年）
- 「門の中で」 - Within the Gates （1934年） - ボストンでは禁止
- 「始まりの終わり」 - The End of the Beginning （1937年）
- 「もう1ポンド」 - A Pound on Demand （1939年）
- 「ザ・スター・ターンズ・レッド」 - The Star Turns Red （1940年）
- 「レッド・ローズ・フォー・ミー」 - Red Roses for Me （1942年）
- 「パープル・ダスト」 - Purple Dust （1943年）
  - 「紅塵」小田島雄志訳 俳優座（1968年）
- 「オークの葉とラヴェンター」 - Oak Leaves and Lavender （1946年）
- 「にわとり」 - Cock-a-Doodle Dandy （1949年）
  - 「にわとり」菅原卓訳『今日の英米演劇01』白水社（1968年）
- 「医療の施設」 - Hall of Healing （1951年）
- 「ベッドタイム・ストーリー」 - Bedtime Story （1951年）
- 「タイム・トゥ・ゴー」 - Time to Go （1951年）
- 「ワイルド・ギース」 - The Wild Goose  （1952年）
- 「ビショップのかがり火」 - The Bishop's Bonfire: A Sad Play within the Tune of a Polka  （1955年）
- 『私の家にある鏡』 - Mirror in My House （1956年） - 2部構成、のち『自叙伝』 - Autobiographies として再版 （1963年） - 次の6冊の回顧録を総集して出版
  - 「肩をたたく」 - I Knock at the Door （1939年）
  - 「廊下にある写真」 - Pictures in the Hallway （1942年）
  - 「窓の下のドラムス」 - Drums Under the Window （1945年）
  - Inishfallen, Fare Thee Well （1949年）
  - 「薔薇と王冠」 - Rose and Crown （1952年）
    - 「薔薇と王冠」常盤新平訳『ニューヨーク拝見』白水社〈アンソロジー〉（1993年）

  - 「日没と宵の星」 - Sunset and Evening Star （1954年）
- 「父ネッドのドラムス」 - The Drums of Father Ned （1959年）
- Behind the Green Curtains （1961年）
- Figuro in the Night （1961年）
- The Moon Shines on Kylenamoe （1961年）
- 『ナイル : 哀悼』 - Niall: A Lament （1991年） - 白血病で亡くなった息子について没後出版

## 遺産
ダブリンにおいて、リフィー川にかかる橋には、彼にちなんで命名されたもの（Seán O'Casey Bridge）がある。